# Malena (película)
Malèna es una película italiana de drama estrenada en 2000 y protagonizada por Monica Bellucci y Giuseppe Sulfaro. Fue dirigida por Giuseppe Tornatore, a partir de un guion suyo y de Luciano Vincenzoni.
Criticada por su representación de la sexualidad adolescente, así como la falta de diálogo, la película tuvo una buena recepción en Europa, aunque tras ser licenciada en Estados Unidos por Fine Line Pictures, se cortaron varias escenas, y se redujo así la duración de la película a 92 minutos (17 minutos menos que la original). En 2005 se publicó en Estados Unidos la versión completa en DVD.

## Sinopsis

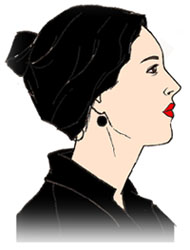
Dibujo del perfil de Monica Bellucci.

La película está ambientada en Castelcutó, una pequeña villa de Sicilia, durante la Segunda Guerra Mundial. Allí, Renato Amoroso, un niño de doce años que vive con sus padres y hermanas mayores, se encuentra con sus compañeros de clase en la tarde para observar a Maddalena Scordia, conocida en la ciudad como Malena, una bella joven de veintisiete años, casada con Nino Scordia, un militar enviado al África tras la declaración de guerra de Italia. Todos los días que ella sale al pueblo, él la observa y la admira, siguiéndola y espiándola a su vez, por las ventanas de su casa.

## Reparto
- Monica Bellucci - Malena Scordia
- Giuseppe Sulfaro - Renato Amoroso
- Luciano Federico - Padre de Renato
- Matilde Piana - Madre de Renato
- Pietro Notarianni - Profesor Bonsignore
- Gaetano Aronica - Nino Scordia
- Gilberto Idonea - Abogado Centorbi

## Premios[1]
| Premio                                         | Categoría                           | Receptor                                             | Resultado  |
| ---------------------------------------------- | ----------------------------------- | ---------------------------------------------------- | ---------- |
| Premios Oscar                                  | Mejor fotografía                    | Lajos Koltai                                         | Candidato  |
| Premios Oscar                                  | Mejor música                        | Ennio Morricone                                      | Candidato  |
| Premios BAFTA                                  | Mejor película de habla no inglesa  | Giuseppe Tornatore Harvey Weinstein Carlo Bernasconi | Candidatos |
| Festival de Berlín                             | Oso de oro                          | Giuseppe Tornatore                                   | Candidato  |
| Cabourg Romantic Film Festival                 | Golden Swann                        | Giuseppe Tornatore                                   | Ganador    |
| David di Donatello Awards                      | Mejor fotografía                    | Lajos Koltai                                         | Ganador    |
| David di Donatello Awards                      | Mejor vestuario                     | Maurizio Millenotti                                  | Candidato  |
| David di Donatello Awards                      | Mejor música                        | Ennio Morricone                                      | Candidato  |
| David di Donatello Awards                      | Mejor diseño de producción          | Francesco Frigeri                                    | Candidato  |
| Premios del Cine Europeo                       | Mejor actriz                        | Monica Bellucci                                      | Candidata  |
| Premios del Cine Europeo                       | Mejor director                      | Giuseppe Tornatore                                   | Candidato  |
| Globos de oro (Italia)                         | Mejor actor revelación              | Giuseppe Sulfaro                                     | Ganador    |
| Globos de Oro                                  | Mejor película en lengua no inglesa |                                                      | Candidato  |
| Globos de Oro                                  | Mejor música                        | Ennio Morricone                                      | Candidato  |
| Italian National Syndicate of Film Journalists | Mejor música                        | Ennio Morricone                                      | Ganador    |
| Italian National Syndicate of Film Journalists | Mejor vestuario                     | Maurizio Millenotti                                  | Candidato  |
| Italian National Syndicate of Film Journalists | Mejor montaje                       | Massimo Quaglia                                      | Candidato  |
| Italian National Syndicate of Film Journalists | Mejor diseño de producción          | Francesco Frigeri                                    | Candidato  |
| Las Vegas Film Critics Society Awards          | Mejor película extranjera           |                                                      | Candidato  |
| National Board of Review                       | Mejor película extranjera           |                                                      | Ganador    |
| Phoenix Film Critics Society                   | Mejor película en lengua extranjera |                                                      | Candidato  |
| Sannio FilmFest                                | Mejor actor revelación              | Giuseppe Sulfaro                                     | Ganador    |
| Premios Satellite                              | Mejor película extranjera           |                                                      | Candidato  |
| Premios Satellite                              | Mejor música                        | Ennio Morricone                                      | Candidato  |